# RST-kode
 For alternative betydninger, se RST.
RST-kode anvendes af amatørradio operatører, kortbølgelyttere og andre radiohobbyfolk til at sammenfatte og udveksle information om kvaliteten af et radiosignal som modtages et givent sted. Koden består af trecifret tal, med et ciffer for hver vurdering af et signals læsbarhed (R), styrke (S) og tone (T). Koden blev udviklet i det tidlige 20. århundrede og var i bred anvendelse fra 1912.

## Læsbarhed
R står for "Readability" dansk læsbarhed. Læsbarhed er en kvalitativ vurdering af hvor let eller svært der er at opfatte informationen som sendes under transmissionen. Indenfor Morsekode telegrafi transmission, refererer læsbarhed til hvor let eller svært det er, at skelne de sendte tegn i meddelelsesteksten; i en stemme transmission, refererer læsbarhed til hvor let eller svært det er at forstå hvert udtalt ord korrekt. Læsbarhed er et mål på en skala fra 1 til 5.
1. Ulæseligt
2. Kun lige læseligt, nogle ord kan skelnes
3. Læsbart med meget besvær
4. Læsbart med stort set ingen vanskelighed
5. Perfekt læsbart

## Styrke
S står for "Strength" – dansk styrke. Styrke er en vurdering af hvor stærk det modtagne signal er på modtagerlokationen. Selvom en præcis signalstyrke-meter kan bestemme en kvantitative værdi for signalstyrke, er denne del af RST-koden i praksis en kvalitativ vurdering, ofte baseret på radiomodtagerens S-meter på lokationen hvor der modtages. "Strength" er et mål på en skala fra 1 til 9.
1. Svagt signal, næsten ikke observerbart
2. Meget svagt
3. Svagt
4. Rimeligt
5. Rimeligt godt
6. Godt
7. Moderat stærkt
8. Stærkt
9. Meget stærkt signal

## Tone
T står for "Tone". Tone anvendes kun ved morsekode og digitale transmissioner og bliver derfor udeladt ved stemmetransmission. Med moderne senderteknologi, er kvalitetsskavanker i sendermodulationen sjældne så de er typisk ikke hørbare. Tone er et mål på en skala fra 1 til 9.
1. 60 eller 50 a.c eller mindre, meget grov og bred
2. Meget grov a.c., meget ru og bred
3. Ru a.c. tone, ensrettet men ikke filtreret
4. Ru tone, nogen spor af filtrering
5. Filtreret ensrettet a.c. men stærk ripple-moduleret
6. Filtreret tone, tydeligt spor af ripple-modulation
7. Næsten ren tone, spor af ripple-modulation
8. Næsten perfekt tone, svagt spor af ripple-modulation
9. Perfekt tone, ingen spor af ripple eller anden uønsket modulation

## Variationer
Ek eksempel på en RST-rapport for en stemme transmission er "59", sædvanligvis udtalt "five nine" eller "five by nine", en rapport som indikerer en perfekt læsbarhed og et meget stærkt signal. Exceptionelt stærke signaler bliver anvist ved det kvantitative tal i decibel, udover "S9", vist på modtagerens S-meter. Eksempel: "Your signal is 30 dB over S9."
Suffikser blev historisk tilføjet til at indikere andre signalegenskaber, og kan blive sendt som "599K":
- X: stabil frekvens (krystalstyret)
- C: "chirp" (frekvensskift når nøglet)
- K: nøgleklik

Fordi tegnet N i morsekode kræver mindre tid at sende end 9, under amatørradio contest hvor de konkurrerende amatørradio stationer alle anvender morsekode, bliver nitaller RST typisk forkortet til N så man modtager 5NN.